# Joe Hunt (musicien)
Pour les articles homonymes, voir Joe Hunt (tennis) et Hunt.
Joe Hunt (né en 1938) est un batteur de jazz américain.
Il est aussi enseignant et a, entre autres, exercé pendant 30 ans au Berklee College of Music.
Enfin, il est l'auteur d'un ouvrage sur les batteurs des années 1940-1960 : 52nd Street Beat : In-Depth Profiles of Modern Jazz Drummers 1945-1965.

## Biographie
De 1956 à 1959, Joe Hunt étudie à l'Indiana University.
Il joue dans le "David Baker Big Band" (où l'on peut, entre autres, Freddie Hubbard et Larry Ridley).
De 1960 à 1962, il exerce à la  "Lenox School of Jazz". Il est à l'époque, membre régulier du sextet d'un de ses "enseignants", le théoricien George Russell. Dans le cadre de cet orchestre, il participe à plusieurs enregistrements.
Il est ensuite batteur "régulier" du groupe du saxophoniste Stan Getz (1964-1965), puis du trio du pianiste Bill Evans de janvier à avril 1967.
Dans les années 1960-1970, on a pu l'entendre aussi avec Chet Baker, Eric Dolphy, Dizzy Gillespie, Dexter Gordon, Charles Mingus, Bob Brookmeyer, Don Friedman, Mose Allison,  Pepper Adams, Laurindo Almeida, Tony Bennett, Al Cohn, Roy Eldridge, João Gilberto, Al Haig, Freddie Hubbard, Thad Jones, Sheila Jordan, Lee Konitz, Steve Kuhn, Charlie Mariano, Gary McFarland, Wes Montgomery, Cecil Payne, Annie Ross, Tony Scott, Horace Silver, Zoot Sims, Toots Thielemans, Phil Woods, Claude Thornhill, Herb Pomeroy, Charles McPherson, John Handy, Budd Johnson, J. R. Monterose.
En 1971, il commence à enseigner au Berklee College of Music. Il y sera professeur jusqu'en 2001. Par ailleurs, il fait des séminaires dans de nombreuses universités.
Comme percussionniste "classique", il participe à la création The Mass de Leonard Bernstein.
Dans les années 1970-1980, Hunt est batteur du "National Jazz Ensemble" dirigé par Chuck Israels.
Il dirige ses propres formations, où l'on peut entendre des musiciens comme John Scofield, Mike Stern, Santi Debriano, etc. 
Il participe à des tournées internationales avec les groupes  de Steve Brown, Wallace Roney (1984), Red Rodney, Hal McKusick (1986), Barry Harris (1987), Gary Burton (1990).
Dans les années 1990, il est membre du "Smithsonian Jazz Masters Orchestra" dirigé par Gunther Schuller. 
Il joue Kenny Burrell, Joe Lovano, Tal Farlow, Joanne Brackeen, etc.
Par ailleurs, il enregistre plusieurs albums avec Tony Zano, Bert Seager, Greg Hopkins, Monica Hatch, Mike Turk, Steve Rochinski, Rich Greenblatt, Billy Novick, etc.
En 2002, il enregistre son premier disque comme "leader".
Joe Hunt est actuellement toujours actif.

## Éléments discographiques
- 1960. George Russell. At the Five Spot (Decca)
- 1960. George Russell. Stratusphunk  (Riverside Records)
- 1961  George Russell. In Kansas City  (Decca)
- 1961. George Russell. Ezzthetics (Riverside Records)
- 1961. Don Friedman. A Day in the city (Riverside Record)
- 1962. George Russell. The Stratus Seekers (Riverside Records)
- 1964. Stan Getz. Getz Au Go Go (Verve Records)
- 1964. Stan Getz.  Getz / Gilberto. 2 (Verve Records)
- 1964. Stan Getz. Nobody Else But Me (Verve Records)
- 1965. Stan Getz. The Canadian Concert of Stan Getz  (Can Am)
- 1965. Gary Burton. The Groovy Sound of Music (RCA)
- 1967. Bill Evans. The Secret Sessions : 1966-1975 (Milestone). Quelques titres enregistrés au Village Vanguard entre janvier et mars.
- 1967. Bobby Hackett / Billy Butterfield / Luiz Henrique. Brasil (Verve Records)
- 1990. Don Friedman. Memories Of Scotty (CD Insight, Japan)
- 2002. The Joe Hunt Trio (Dreambox Media). avec Steve Rudolph, piano & Steve Meashey, contrebasse